# Señal BLC1

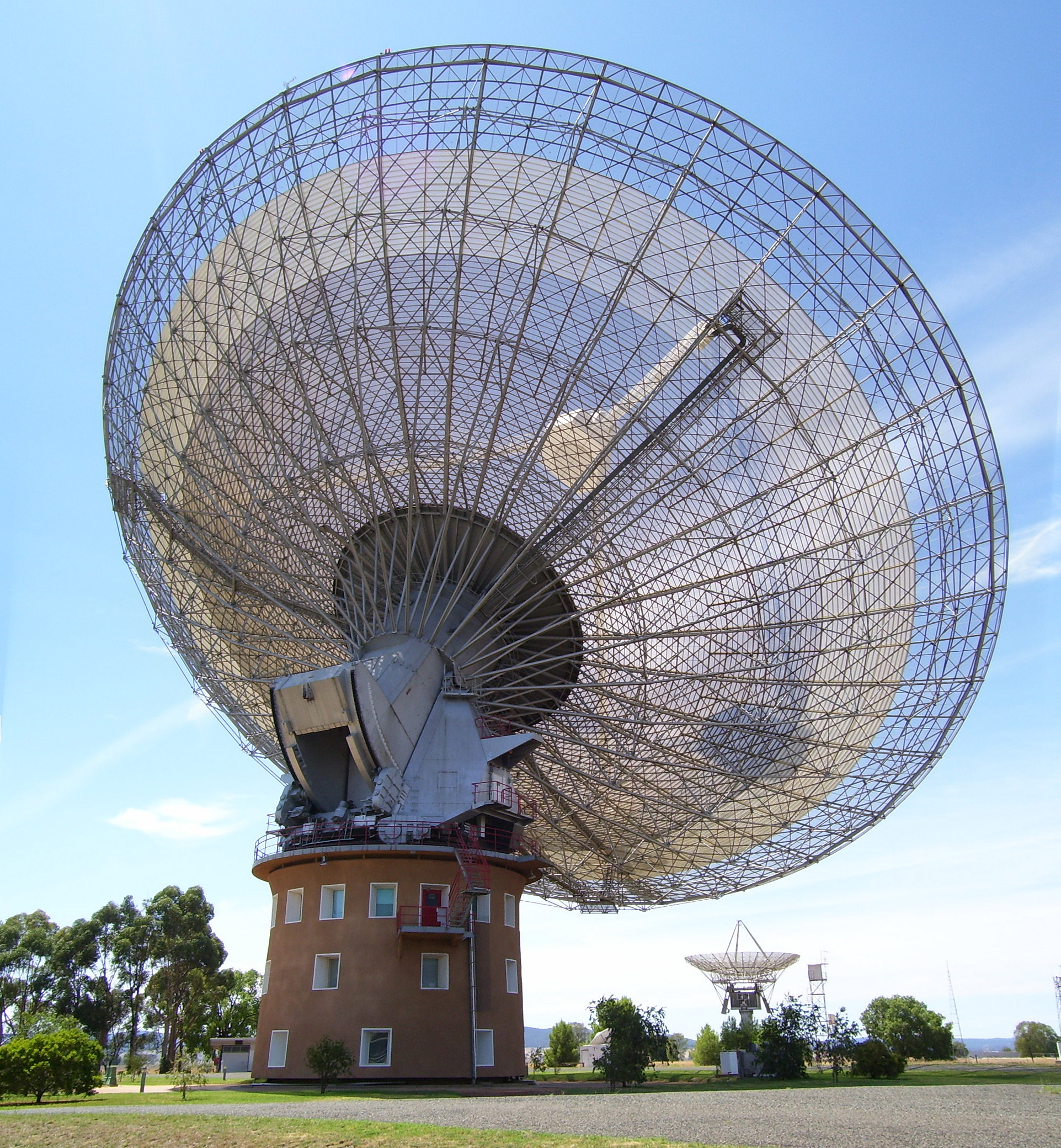
Radiotelescopio del observatorio que detectó la señal BLC1.

La señal BLC1 es una señal de radio candidata del programa SETI de búsqueda de inteligencia extraterrestre. La noticia sobre la recepción de esta señal fue anunciada en diciembre de 2020, y aparentemente provendría de la estrella Próxima Centauri. La señal fue emitida a una frecuencia de 982,002 MHz y presenta un corrimiento al azul consistente con el efecto Doppler provocado por el movimiento de Próxima b, uno de los exoplanetas perteneciente al sistema Próxima Centauri.
La señal fue detectada por espacio de 30 horas durante una observación llevada a cabo por la Iniciativa Breakthrough, en el Observatorio Parkes de Australia; entre abril y mayo de 2019. Hasta finales de diciembre de 2020, las subsiguientes observaciones no han tenido éxito en detectar nuevamente la señal, un paso necesario para confirmar que esta señal es una firma tecnológica.